# Garegin Njdeh
Garegin Nzhdeh o Garegin Ter-Harutiunian (en armenio: Գարեգին Նժդեհ) (1 de enero de 1886, Najicheván - 21 de diciembre de 1955, Siberia) fue un estadista de Armenia, fedayin y pensador político. Fue miembro del partido Dashnak, involucrado en actividades revolucionarias en Armenia, Bulgaria y Rusia.

## Biografía
Garegin Nzhdeh nació el 1 de enero de 1886 en la aldea de Kznut, Najicheván. Era el menor de los cuatro hijos de un sacerdote de la aldea. Nzhdeh recibió su educación primaria en una escuela rusa de Najicheván. Continuó su educación superior en un liceo ruso en Tiflis. En 1912, junto con el General Andranik Ozanian, se alistó en el batallón armenio del Ejército de Bulgaria para luchar contra el Imperio Otomano durante la guerra de los Balcanes. Más tarde, de regreso a Armenia, Nzhdeh comandó diferentes unidades militares. Desempeñó un papel clave en la organización de la defensa de Karakilisa en 1918. Antibolchevique convencido, estuvo al frente de la defensa de Zanguezur en 1921 contra el creciente movimiento bolchevique en la República Democrática de Armenia. El movimiento expulsó de la región la minoría azerí local.
Tras la declaración de independencia de la República de la Armenia Montañosa de la República Socialista Soviética de Armenia, Garegin Nzhdeh es proclamado primer ministro y ministro de Defensa. Huyó de Armenia después del triunfo de los bolcheviques y el Ejército Rojo, y participó en actividades revolucionarias en Irán y Turquía durante la Partición del Imperio otomano y también en Bulgaria y Estados Unidos. 
Visitó Estados Unidos y Canadá, fomentó las comunidades armenias establecidas en estos países, y fundó un movimiento juvenil armenio llamado Tseghakron (Armenia: Ցեղակրոն) en Boston, Massachusetts en 1933. Este movimiento cambió su nombre posteriormente por Federación Revolucionaria Armenia, . 
Colaboró con los nazis durante la Segunda Guerra Mundial.
En 1944, Garegin Nzhdeh fue detenido en Bulgaria por los soldados del SMERSH, brigada especial de Stalin. Murió en la Prisión Central de Vladímir, en la Unión Soviética. 
Una estación de metro en Ereván lleva su nombre.

## Obras
"Mi discurso - ¿Por qué he luchado contra el ejército soviético", 1923 
"Algunas páginas de mi diario", 1924 
"Abrir cartas a los intelectuales de Armenia", 1926 
"Mi respuesta", 1937